# Kirjat Anawim
Kirjat Anawim (hebr. קריית ענבים; ang. Kiryat Anavim; pol. Miasto Winogron) – kibuc położony w Samorządzie Regionu Matte Jehuda, w Dystrykcie Jerozolimy, w Izraelu. Członek Ruchu Kibuców.

## Położenie
Leży w górach Judzkich w odległości około 10 km na zachód od Jerozolimy, w otoczeniu miasteczek Abu Ghausz i Har Adar, kibucu Ma’ale ha-Chamisza oraz moszawu Bejt Nekofa.

## Historia
W 1914 roku Żydowski Fundusz Narodowy zakupił od arabskich rolników obszar ziemi położony na północny wschód od wsi Abu Ghausz. Jednak wybuch I wojny światowej opóźnił przybycie żydowskich osadników. W 1919 roku osiedliła się tutaj grupa pierwszych 25 imigrantów z Ukrainy, do których w 1920 roku dołączyło kolejnych 200 pionierów. W 1924 przybyła tutaj grupa imigrantów z  Polski (należeli do ruchu Gordonia).
9 listopada 1937 roku Arabowie zamordowali pięciu członków kibucu. Na wzgórzu, na którym oni zginęli, założono na ich pamiątkę kibuc Ma’ale ha-Chamisza (pol. Wzgórze Pięciu). Podczas I wojny izraelsko-arabskiej kibuc był bazą Hagany. Tutejsza wieża strażnicza służyła jako więzienie dla przetrzymywanych przez Irgun więźniów arabskich.
6 września 1996 roku okoliczne lasy spustoszył wielki pożar, podczas którego w Kirjat Anawim spłonęło 15 domów mieszkalnych i 10 innych budynków użytkowych.

## Gospodarka
Gospodarka kibucu opiera się na hodowli drobiu i produkcji mleka. Dodatkowo znajduje się tutaj hotel z centrum konferencyjnym. W 1981 powstała firma Anavid Insulation Products produkująca materiały izolacji cieplnej.

## Turystyka
Na północny wschód od kibucu znajduje się małe wadi, w którym umieszczono cmentarz wojenny z czasów wojny o niepodległość. Podczas 11 miesięcy walk zginęło tutaj 138 żydowskich żołnierzy, którzy zostali pochowani na tym cmentarzu. Tuż obok wystawiono pomnik poświęcony pamięci poległym żołnierzom Brygady Harel. Członkowie kibucu urządzili na cmentarzu uroczy park z pięknymi alejkami.

## Komunikacja
Przez kibuc przebiega lokalna droga, którą jadąc na południe dojeżdża się do moszawu Bejt Nekofa i położonego przy nim węzła drogowego z autostradą nr 1.